# Khalil Chemmam
Khalil Chemmam (arabe : خليل شمام), né le 24 juillet 1987 à Tunis, est un footballeur tunisien. Il joue au poste d'arrière latéral gauche entre 2006 et 2022.

## Carrière

### Club
Chemmam commence sa carrière au sein de l'Espérance sportive de Tunis. En 2006, il fait ses débuts en première division tunisienne. En 2008, il remporte le premier titre de sa carrière en remportant la coupe de Tunisie. En 2009, il remporte le championnat de Tunisie, la Ligue des champions arabes et la coupe nord-africaine des vainqueurs de coupe. Au cours des saisons 2009-2010, 2010-2011 et 2011-2012, il est à nouveau champion de Tunisie. En 2011, il remporte la Ligue des champions de la CAF et, en 2012, il égalise d'une frappe puissante après plusieurs tentatives face au Maghreb de Fès.
Le 24 août 2014, il signe un contrat en faveur du Vitória Guimarães.
Après une saison au Portugal, Chemmam fait son retour dans le club de la capitale tunisienne en juillet 2015 où il remporte la coupe de Tunisie 2016 face au Club africain (2-0), trois championnats en 2017, 2018 et 2019 ainsi que deux Ligue des champions de la CAF consécutives en 2018 et 2019.

### Équipe nationale
Il est appelé dès sa première saison avec les seniors au sein de l'équipe nationale de Tunisie. Il joue son premier match amical contre l'Angola le 20 août 2008.
Après le retour de la sélection tunisienne du Burkina Faso en septembre 2008, le joueur doit être hospitalisé après avoir été atteint de paludisme mais s'en sort rapidement et sans dommages.
En 2010, il est convoqué en sélection nationale pour participer à la coupe d'Afrique des nations. Il reste cependant en réserve et ne joue pas un seul match. En 2012, il dispute deux matchs lors de la coupe d'Afrique des nations. En 2013, il est à nouveau convoqué pour la coupe d'Afrique des nations.
Il annonce la fin de sa carrière internationale en 2019.

## Statistiques détaillées
| Saison                | Club                  | Championnat           | Championnat | Championnat | Coupe(s) nationale(s) | Coupe(s) nationale(s) | Compétition(s) continentale(s) | Compétition(s) continentale(s) | Compétition(s) continentale(s) | Tunisie | Tunisie | Total | Total |
| Saison                | Club                  | Division              | M.          | B.          | M.                    | B.                    | Comp.                          | M.                             | B.                             | M.      | B.      | M.    | B.    |
| 2005-2006             | ES Tunis              | Ligue I               | 1           | 0           | 0                     | 0                     | -                              | -                              | -                              | -       | -       | 1     | 0     |
| 2006-2007             | ES Tunis              | Ligue I               | 0           | 0           | 0                     | 0                     | -                              | -                              | -                              | -       | -       | 0     | 0     |
| 2007-2008             | ES Tunis              | Ligue I               | 9           | 1           | 5                     | 1                     | C2                             | 5                              | 0                              | 0       | 0       | 19    | 2     |
| 2008-2009             | ES Tunis              | Ligue I               | 19          | 0           | 4                     | 0                     | LCA + UNAF                     | 8+3                            | 1+1                            | 2       | 0       | 36    | 2     |
| 2009-2010             | ES Tunis              | Ligue I               | 26          | 6           | 2                     | 0                     | C1                             | 15                             | 0                              | 1       | 0       | 44    | 6     |
| 2010-2011             | ES Tunis              | Ligue I               | 23          | 1           | 4                     | 0                     | C1 + FIFA 2011                 | 12+2                           | 0+0                            | 2       | 0       | 43    | 1     |
| 2011-2012             | ES Tunis              | Ligue I               | 22          | 3           | 4                     | 0                     | C1 + Sc                        | 9+1                            | 0+1                            | 9       | 0       | 45    | 4     |
| 2012-2013             | ES Tunis              | Ligue I               | 29          | 0           | 0                     | 0                     | C1                             | 10                             | 2                              | 10      | 0       | 49    | 2     |
| 2013-2014             | ES Tunis              | Ligue I               | 27          | 1           | 1                     | 0                     | C1                             | 7                              | 0                              | 2       | 0       | 37    | 1     |
| Sous-total            | Sous-total            | Sous-total            | 156         | 12          | 20                    | 1                     | -                              | 72                             | 5                              | 26      | 0       | 274   | 18    |
| 2014-2015             | Vitória Guimarães     | Liga ZON Sagres       | 4           | 0           | 1                     | 0                     | -                              | 0                              | 0                              | 0       | 0       | 5     | 0     |
| Sous-total            | Sous-total            | Sous-total            | 4           | 0           | 1                     | 0                     | -                              | 0                              | 0                              | 0       | 0       | 5     | 0     |
| 2015-2016             | ES Tunis              | Ligue I               | 17          | 0           | 3                     | 0                     | C3                             | 1                              | 0                              | -       | -       | 21    | 0     |
| 2016-2017             | ES Tunis              | Ligue I               | 19          | 1           | 5                     | 0                     | C1                             | 8                              | 1                              | -       | -       | 32    | 2     |
| 2017-2018             | ES Tunis              | Ligue I               | 23          | 2           | 1                     | 0                     | C1                             | 8                              | 0                              | -       | -       | 32    | 2     |
| 2018-2019             | ES Tunis              | Ligue I               | 10          | 0           | 3                     | 0                     | C1 + FIFA 2018                 | 14+2                           | 0                              | -       | -       | 29    | 0     |
| 2019-2020             | ES Tunis              | Ligue I               | 12          | 0           | 3                     | 0                     | C1 + FIFA 2019                 | 5                              | 0                              | -       | -       | 20    | 0     |
| 2020-2021             | ES Tunis              | Ligue I               | 13          | 0           | 1                     | 0                     | C1                             | 3                              | 0                              | -       | -       | 17    | 0     |
| 2021-2022             | ES Tunis              | Ligue I               | 9           | 0           | 2                     | 0                     | C1                             | 2                              | 0                              | -       | -       | 13    | 0     |
| Sous-total            | Sous-total            | Sous-total            | 103         | 2           | 16                    | 0                     | -                              | 46                             | 1                              | 0       | 0       | 165   | 3     |
| Total sur la carrière | Total sur la carrière | Total sur la carrière | 263         | 14          | 39                    | 1                     | -                              | 116                            | 6                              | 26      | 0       | 444   | 21    |

## Palmarès
- Championnat de Tunisie (12) : 2006, 2009, 2010, 2011, 2012, 2014, 2017, 2018, 2019, 2020, 2021 et 2022
- Coupe de Tunisie (4) : 2007, 2008, 2011 et 2016
- Supercoupe de Tunisie (3) : 2019, 2020 et 2021
- Ligue des champions de la CAF (3) : 2011, 2018 et 2019
- Championnat arabe des clubs (2) : 2009 et 2017
- Coupe nord-africaine des vainqueurs de coupe (1) : 2008